# Ordinariato militare in Indonesia
L'ordinariato militare in Indonesia è un ordinariato militare della Chiesa cattolica per l'Indonesia. È retto dall'arcivescovo cardinale Ignatius Suharyo Hardjoatmodjo.

## Territorio
Sede dell'ordinariato è la città di Giacarta.

## Storia
Il vicariato castrense per l'Indonesia fu eretto il 25 dicembre 1949.
Il 21 aprile 1986 il vicariato castrense è stato elevato ad ordinariato militare con la bolla Spirituali militum curae di papa Giovanni Paolo II.

## Cronotassi dei vescovi
Si omettono i periodi di sede vacante non superiori ai 2 anni o non storicamente accertati.
- Albert Soegijapranata, S.I. † (25 dicembre 1949 - 23 luglio 1963 deceduto)
- Justinus Darmojuwono † (8 luglio 1964 - 31 dicembre 1983 ritirato)
- Julius Riyadi Darmaatmadja, S.I. (28 aprile 1984 - 2 gennaio 2006 dimesso)
- Ignatius Suharyo Hardjoatmodjo, dal 2 gennaio 2006

## Statistiche
| anno | presbiteri | presbiteri | presbiteri | diaconi | religiosi | religiosi | parrocchie |
| anno | totale     | secolari   | regolari   | diaconi | uomini    | donne     | parrocchie |
| ---- | ---------- | ---------- | ---------- | ------- | --------- | --------- | ---------- |
| 1999 | 9          | 9          |            |         |           |           |            |
| 2013 | 6          | 6          |            |         |           |           |            |
| 2016 | 5          | 5          |            |         |           |           |            |
| 2019 | 4          | 4          |            |         |           |           |            |
| 2021 |            |            |            |         |           |           |            |